# Pasta marquesa

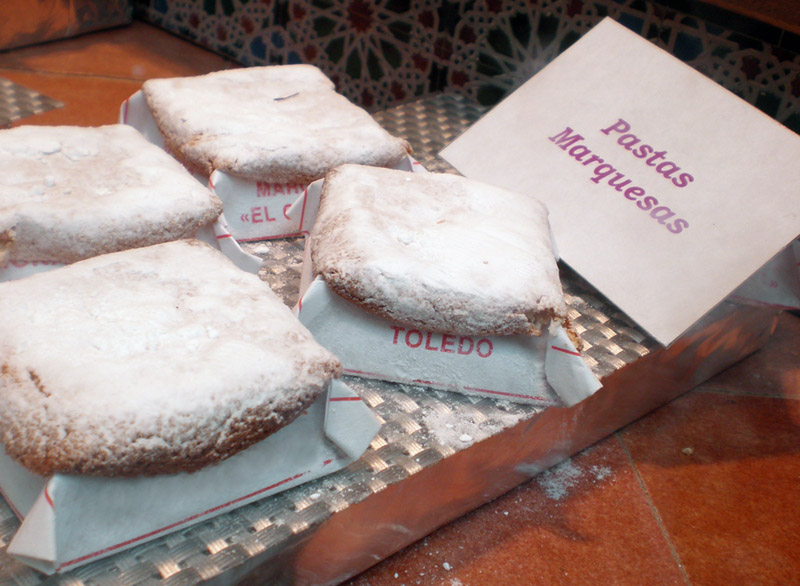
Pastas masquesas artesanales.

La pasta marquesa es un dulce típico de la repostería navideña de España elaborado principalmente por almendras y base de pasta de mazapán. Aunque no es el dulce más vendido del mercado, es uno de los más exquisitos por su finura y sabor. Las más populares son las de la población toledana de Sonseca.

## Elaboración
Las pastas marquesas son bizcochos muy finos y esponjosos. Están formadas a base de pasta de mazapán crudo, almendras molidas, rayadura de limón, azúcares, huevo entero y, en ocasiones, harina de trigo. Finalmente se decoran con una capa superior de azúcar glas espolvoreado. 
Suelen tener forma cuadrada con un papel en su parte inferior.

## Origen
El origen de la pasta marquesa, tal y como la conocemos en la actualidad, se sitúa en el primer cuarto del siglo XX, en Sonseca, municipio de la provincia de Toledo, popular por sus excelentes confiterías.
Fue creada por el confitero Hipólito Juanes De la Cruz en el año 1924, y comercializado por su confitería. Rápidamente tuvo un gran éxito por su textura y sabor inigualables y se extendió entre el resto de confiterías de Sonseca.
En la actualidad, las pastas marquesas forman parte del surtido navideño de casi todas las marcas de dulces, como Barroso, Delaviuda, Rucoco, El Convento o Donaire. Es un producto con reconocida fama a nivel internacional.